# Fort Massiac
Pour les articles homonymes, voir Massiac (homonymie).
 (novembre 2023).
Si vous disposez d'ouvrages ou d'articles de référence ou si vous connaissez des sites web de qualité traitant du thème abordé ici, merci de compléter l'article en donnant les références utiles à sa vérifiabilité et en les liant à la section « Notes et références ».
Fort Massiac est un fort français construit au XVIIIe siècle en Nouvelle-France, dans le Pays des Illinois.
En 1702, un premier fort fut édifié à l'embouchure de la rivière Ohio par le capitaine Charles Juchereau de Saint-Denis.
En 1757, durant la guerre de Sept Ans, les Français construisirent un nouveau fort, situé au même endroit, le long de la rivière Ohio sur le territoire des Amérindiens illinois.
Ce fort fut, tout d'abord, nommé Fort de l'Ascension. En 1759, il fut rebaptisé Fort Massiac en l'honneur de Claude Louis d'Espinchal, Marquis de Massiac, Ministre de la Marine du roi de France Louis XV.
En 1763, après la signature du Traité de Paris, les troupes françaises abandonnèrent le fort. Les Amérindiens de la nation Chickasaw, qui combattirent les Français, arrivèrent après le départ du dernier soldat français et incendièrent entièrement le fort.
En 1794, George Washington ordonne la reconstruction du fort afin de renforcer la présence américaine dans cette partie de la vallée de l'Ohio face aux menaces des tribus amérindiennes et aux intentions britanniques. Le nom du fort sera anglicisé en « Fort Massac » au lieu de « Fort Massiac ».  
En 1812, un violent tremblement de terre détruit ce nouveau fort. Les Américains s'empresseront de le reconstruire en pleine guerre anglo-américaine.
Après cette dernière guerre, le fort sera démantelé en 1814 et servira pour la construction de la ville de Metropolis, siège du comté de Massac.